# Гай Мамилий Витул
Гай Мамилий Витул (на латински: Caius Mamilius Vitulus) e главен държавен жрец Sacerdot (Flamines maiores) и политик на Древен Рим.

## Биография
Произлиза от плебейската фамилия Мамилии.
През 209 пр.н.е. той става първият плебей Curio Maxim на Курията. През 208 пр.н.е. е претор в Сицилия. Отива като посланик при Филип V Македонски през 203 пр.н.е.
През 174 пр.н.е. умира от чума и Curio Maxim става Гай Скрибоний Курион.